# Načini vzleta in pristanka letal
Obstaja več načinov kako lahko različna letala vzletijo in pristanejo. Glavne kategorije so:
- CTOL (Conventional Take-Off and Landing - konvencionalen vzlet in pristanek) - konvencionalna tehnika za večino letal, uporablja se vzletnopristajalna steza, kjer letalo pospeši do vzletne hitrosti vzleti in po letu pristane, ter se ustavi. V to kategorijo sicer spadajo tudi vodna letala, skoraj vsa reaktivna, potniška letala in velika letala, primer Airbus A320

- STOL(Short TakeOff and Landing - kratek vzlet in pristanek)- letala, ki lahko vzletijo in pristanejo na kratkih in velikokrat tudi slabo pripravljenih ali pa zaledenelih stezah. Po navadi imajo velika krila in imajo sorazmerno počasno potovalno hitrost, primer Pilatus PC-6. Podkategorija je CESTOL  (Cruise Efficient Short Take-Off and Landing) letalo, ki imajo STOL lastnosti, vendar imajo za razliko od njih veliko potovalno hitrost

- STOVL (Short Take-Off and Vertical Landing - kratek vzlet in vertikalen pristanek) za vzlet je potrebna kratka vzletna steza, pristanek pa je vertikalen, po NATO definiciji mora STOVL letalo preleteti oviro v višini 15m 450 metrov po začetku vzleta. Podkategorija SSTOVL (Supersonic Short Take-Off / Vertical Landing) - letala, ki lahko vzletijo s kratkih stez in letijo nadzvočno, ter pristanejo navpično, primer F-35 Lightning II.

- V/STOL (Vertical and/or Short Take-off and Landing - vertikalen/kratek vzlet in pristanek) zrakoplov vzleti in pristane vertikalno ali pa na kratki stezi, primer Hawker Siddeley Harrier

- VTOL (Vertical Take-Off and Landing - vertikalen vzlet in pristanek) je v bistvo V/STOL, le da ni potrebna vzletna steza, lahko tudi lebdijo, sicer imajo vsi helikopterji sposobnost VTOL

- VTOHL (Vertical Take-Off and Horizontal Landing - vertikalen vzlet in horizontalen pristanek), vertikalni vzlet in horizontalni pristanek, obstaja več podtipov VTOCL, VTOSL, VTOBAR

- ZLL/ZLTO (Zero-Length Launch; ali Zero-Length Take-Off - vzlet z mesta) tudi (ZLL, ZLTO, ZEL, ZELL) je vzlet letal s pomočjo raket z vzletne rampe, primer je prirejeni North American F-100 Super Sabre

- CATOBAR (Catapult Assisted Take-Off But (or Barrier) Arrested Recovery) vzlet s pomočjo katapulta in pristanek s pomočjo zaviralnih žic, uporablja se na letalonosilkah, primer F/A-18 Hornet

- STOBAR (Short Take-Off But Arrested Recovery) uporablja elemente STOVL in CATOBAR za operacije na letalonosilkah, vzlet je kratek, pristanek pa s pomočjo žic, primer je posebej prirejeni Suhoj Su-27

- JATO/RATO (Jet/Rocket-Assisted Take-Off) je vzlet, po navadi s pomočjo majhnih raketnih motorjev, po navadi se uporablja za vzlet težkonaloženih letal s kratkih stez, primer je prirejeni C-130 Hercules

- PTOL (Point Take-Off and Landing) se uporablja za majhna brezpilotna letala, kjer ni potrebna steza za vzlet, t. i. vzlet s točke in majhen prostor za pristanek